# Pasorapa
Pasorapa är en ort i Bolivia.   Den ligger i departementet Cochabamba, i den centrala delen av landet, 100 km nordost om huvudstaden Sucre. Pasorapa ligger 2 108 meter över havet och antalet invånare är 1 114.
Terrängen runt Pasorapa är kuperad. Runt Pasorapa är det mycket glesbefolkat, med 6 invånare per kvadratkilometer.. Det finns inga andra samhällen i närheten. 
Trakten runt Pasorapa består i huvudsak av gräsmarker.